# 孔多塞投票法
孔多塞制（Condorcet voting），或稱雙序制，是由法國數學家與政治家孔多塞以孔多塞準則衍生的投票制度。
投票者將候選人或候選的項目隨自己的喜好而排名，例如第一意願寫「1」，第二意願寫「2」，如此類推。這種方法將每個選項與所有其他的選項成對比較，一次一個，而擊敗最多其他選項的選項便是贏家。只要一個選項在大多數選票上的位置高於另一個選項，那麼它便擊敗了那個選項。
例如，在三名候选人中，一个候选人可能具有最少的第一选择，但与其他两个候选人赢得了面对面的选举。
這些方法通常被稱為孔多塞制，因為孔多塞準則確保了它們在大多數選舉中都能獲得一樣的結果，也就是存在著一個孔多塞贏家。不同孔多塞制之間的差別在於出現沒有選項被擊敗時的情況，意味著產生了一個選項之間不斷擊敗對方的循環，這被稱為孔多塞悖論。為了解決孔多塞悖論的循環，當沒有孔多塞贏家出現而選擇特定孔多塞版本來決定贏家的狀況被稱為孔多塞完結法。大多数Condorcet方法都通过Smith准则（它们总是从Smith集中选择候选者）。史密斯集是最小的主导集。主导群体是一组候选人，击败所有不在该组中的候选人。
Smith 例:
|   | A    | B    | C    | D    | E    | F    | G    |
| - | ---- | ---- | ---- | ---- | ---- | ---- | ---- |
| A | ---  | 赢得 | 输掉 | 赢得 | 赢得 | 赢得 | 赢得 |
| B | 输掉 | ---  | 赢得 | 赢得 | 赢得 | 赢得 | 赢得 |
| C | 赢得 | 输掉 | ---  | 输掉 | 赢得 | 赢得 | 赢得 |
| D | 输掉 | 输掉 | 赢得 | ---  | 平局 | 赢得 | 赢得 |
| E | 输掉 | 输掉 | 输掉 | 平局 | ---  | 赢得 | 赢得 |
| F | 输掉 | 输掉 | 输掉 | 输掉 | 输掉 | ---  | 赢得 |
| G | 输掉 | 输掉 | 输掉 | 输掉 | 输掉 | 输掉 | ---  |

A, B, C, D, E 在史密斯集。
另一個簡單的孔多塞制是最大最小（Minimax）制：如果沒有選項沒被擊敗，那麼被最少的選票擊敗的選項獲勝。近年來還有由馬庫斯·舒爾茨（Markus Schulze）設計的舒爾茨制，以及尼科勞斯·泰德曼（Nicolaus Tideman）設計的排列成雙制（Ranked Pairs），兩種方法都以達成眾多投票制度評價標準為目標。

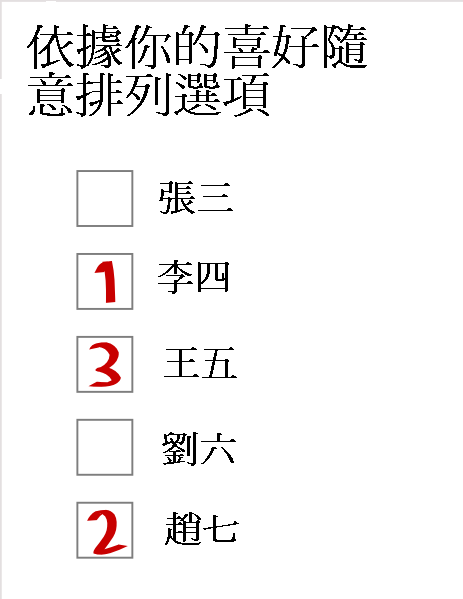
在典型的排序投票制裡，投票者依照喜好排列選項。

## 優點
複製一個相似的選項，不會對結果產生如單選制的「分票」影響，所以不會產生「棄保」改投的心理效應。

## 外部連結
- Johnson, Paul E,  (PDF), Free faculty,   [2015-06-27], （原始内容 (PDF)存档于2008-12-18）.
- Lanphier, Robert ‘Rob’, ,   [2018-11-06], （原始内容存档于2019-03-22）.
- Loring, Robert ‘Rob’, ,   [2018-11-06], （原始内容存档于2004-10-30）.
- Moulin, Hervé,  (PDF), NL: UVA,   [2015-06-27], （原始内容存档 (PDF)于2018-07-13）.  Demonstration and commentary on Condorcet method.
- Perez, Joaquin,  (PDF), ES: UAH,   [2015-06-27], （原始内容 (PDF)存档于2016-03-03）.
- Prabhakar, Ernest, , Radical centrism,   [2015-06-27], （原始内容存档于2020-09-26）.
- Schulze, Markus,  (PDF),   [2018-11-06], （原始内容存档 (PDF)于2018-11-05）.